# Li Fabin
Li Fabin (chiń. 李发彬; ur. 15 stycznia 1993) – chiński sztangista.
Dwukrotny złoty medalista olimpijski (2020 oraz 2024), mistrz świata (2019) oraz trzykrotny mistrz Azji (2012, 2019–2020) w podnoszeniu ciężarów. Startował w wadze muszej, a obecnie w wadze koguciej.

## Osiągnięcia

### Letnie igrzyska olimpijskie
- Paryż 2024 –  złoty medal (waga kogucia)

- Tokio 2020 –  złoty medal (waga kogucia)

### Mistrzostwa świata
- Bogota 2022 -  złoty medal (waga kogucia)
- Aszchabad 2018 –  srebrny medal (waga kogucia)
- Pattaya 2019 –  złoty medal (waga kogucia)

### Mistrzostwa Azji
- Pyeongtaek 2012 –  złoty medal (waga musza)
- Taszkent 2016 –  brązowy medal (waga musza)
- Aszchabad 2017 –  srebrny medal (waga musza)
- Ningbo 2019 –  złoty medal (waga kogucia)
- Taszkent 2020 –  złoty medal (waga kogucia)

### Rekordy świata
- Pattaya 19.09.2019 – 145 kg w rwaniu (waga kogucia)
- Pattaya 19.09.2019 – 318 kg w dwuboju (waga kogucia)